# Gangster contro gangster
Gangster contro gangster (Mad Dog Coll) è un film del 1961 diretto da Burt Balaban.
È un film di gangster statunitense ambientato a New York negli anni 1920. Vede come interpreti principali John Davis Chandler, Brooke Hayward, Jerry Orbach e Kay Doubleday. È incentrato sulle vicende del noto gangster Vincent Coll, detto Mad Dog ("cane pazzo").

## Produzione
Il film, diretto da Burt Balaban su una sceneggiatura di Leo Lieberman e Edward Schreiber, fu prodotto da Edward Schreiber per la Thalia Productions e girato a New York.

## Distribuzione
Il film fu distribuito con il titolo Mad Dog Coll negli Stati Uniti dal 12 maggio 1961 (première a New York) al cinema dalla Columbia Pictures.
Altre distribuzioni:
- in Germania Ovest (Der Tollwütige)
- in Francia (Maniaque à la mitraillette)
- in Brasile (O Terror de uma Cidade)
- in Grecia (O tromokratis ton megaloupoleon)
- in Italia (Gangster contro gangster)

## Critica
Secondo Leonard Maltin il film è un ""melodramma minore sulla carriera di cane pazzo Vincent.

## Promozione
Le tagline sono:
- "The Blistering Exposé Of The Roaring Twenties!".
- "His Own Raging Story... A Maniac With A Machine Gun!".